# Крахмальный Завод (Тверская область)
 Крахмальный Завод  — опустевший населенный пункт в Лесном муниципальном округе Тверской области.

## География
Находится в северо-восточной части Тверской области на расстоянии приблизительно 10 км по прямой на юг-юго-восток по прямой от районного центра села Лесного на берегу речки Сарагожа.

## История
Населенный пункт был отмечен только уже на карте 1982 года недалеко от северной окраины поселка Медведково. До 2019 года населенный пункт входил в состав ныне упразднённого Лесного сельского поселения.

## Население
Численность населения не была учтена как в 2002 году, так и в 2010.